# ای برادر، کجایی؟
ای برادر کجایی؟ (به انگلیسی: O Brother, Where Art Thou?) نام فیلمی آمریکایی در ژانر کمدی ماجراجویی است به کارگردانی جوئل کوئن که در سال ۲۰۰۰ میلادی ساخته شده است.
این فیلم برداشت آزادی از کتاب اودیسه اثر هومر است.
پنی که نقش او را هالی هانتر بازی می‌کند و در فیلم نقش همسر اِوِرِت (جورج کلونی) را ایفا می‌کند، شبیه شخصیت پنه لوپه در کتاب اودیسه است. شخصیت اِوِرِت هم شبیه اولیس است. بیگ دَن تیگ، که نقش او را جان گودمن بازی می‌کند مانند غول یک چشم در داستان هومر یک چشم داردو سر راه قهرمانان فیلم قرار می‌گیرد و اشارهٔ آشکاری به سایکلوپ (غول یک چشم) در داستان اودیسه است.
سه دختری که در رودخانهٔ کنار جاده، سه قهرمان فیلم، اِوِرِت، دلمار و پیت را وسوسه می‌کنند نیز اشاره به خواهران سیرن در داستان حماسی هومر دارند.

## داستان فیلم
اولیس اورِت مک گیل (جرج کلونی)، پیت (جان تورتورو) و دلمار (تیم بلیک نلسون)، از میان یک دسته جنایتکاران زندانی فرار می‌کنند و تصمیم دارند برای رسیدن به ۱٫۲ میلیون دلاری که دلمار ادعا می‌کند پیش از دستگیر شدن از یک ماشین مخصوص حمل گنج دزدیده و آن را در زمین پنهان کرده راه بیفتند. آن‌ها فقط چهار روز برای رسیدن به گنج اورت مهلت دارند و بعد از این مدت قرار است دره‌ای که پول در آن پنهان است جهت پروژهٔ تولید نیروی برق آبی در آب غرق شود. در ابتدای راه، سه فراری سعی می‌کنند سوار قطاری شوند که تعدادی کارگر دوره‌گرد در آن هستند، اما موفق نمی‌شوند. سپس با مرد نابینایی همراه می‌شوند که سوار بر چهارچرخه‌ای کوچک بر خط آهن سیر می‌کند. پیرمرد کور آیندهٔ سه زندانی را پیشگویی می‌کند.
سپس گروه سه نفره به خانه پسرعموی پیت می‌روند، او زنجیرهایی که به پای آن‌ها بسته شده را باز می‌کند و بخاطر احتیاج به پول آن‌ها را به مأموران معرفی می‌کند. مأمورها شبانه انباری که آن‌ها در آن بخواب رفته‌اند را محاصره می‌کنند و به آتش می‌کشند، و سه زندانی موفق می‌شوند از دست آن‌ها فرار کنند و به سفرشان ادامه دهند. در جنگل در حاشیه رودخانه جماعتی که آوازی روحانی می‌خوانند سر می‌رسند و دلمار و پیت با دیدن آن‌ها برای انجام غسل تعمید در رودخانه انگیزه پیدا می‌کنند. در ادامهٔ سفر، آن‌ها با سیاه‌پوست جوانی بنام تامی که گیتار می‌زند برخورد می‌کنند. وقتی از او می‌پرسند که چرا در میان ناکجا در کنار جاده ایستاده بود، اقرار می‌کند که برای یادگرفتن موسیقی روح خودش را به شیطان فروخته. آن‌ها چهار نفری درحالی که خودشان را پسران ساگی باتم Soggy Bottom Boys می‌نامند آهنگ مرد همیشه غمگین را در یک ایستگاه رادیویی ضبط می‌کنند تا پول مختصری از این راه گیرشان بیاید، با این حال این آهنگ کمی بعد در سراسر ایالت مشهور می‌شود. گروه سه نفری در ادامه راه با سارق بانکی بنام جرج نلسون آشنا می‌شوند که هنگام سرقت از بانک از حرف پیرزنی که او را نلسون بچه صورت می‌خواند ناراحت می‌شود. سپس در کنار رودخانه به سه زن اغواگر برمی‌خورند که آن‌ها را مسحور می‌کنند. پس از بیدار شدن از خواب، متوجه می‌شوند پیت ناپدید شده و تنها لباس‌های او به جا مانده. دلمار با دیدن قورباغه‌ای در لباس‌های پیت، فکر می‌کند زن‌ها او را به قورباغه تبدیل کرده‌اند. سپس اورت و دلمار با فروشندهٔ چاق انجیل بنام بیگ دَن تیگ ملاقات می‌کنند که آن‌ها را فریب می‌دهد تا پول‌هایشان را بدزدد.
زمانی که اورت و دلمار به خانه اورت می‌رسند او متوجه می‌شود همسرش پنی (هالی هانتر)، قصد ازدواج با مرد دیگری دارد که برای هومر استاکز نامزد انتخابات فرمانداری فعالیت می‌کند. پنی مایل به ادامه زندگی با اورت نیست و به دخترهایشان گفته پدرشان در تصادف قطار کشته شده. هنگام تماشای فیلمی در سینما، اورت و دلمار متوجه می‌شوند پیت هنوز زنده است و واقعاً به قورباغه تبدیل نشده، بلکه سه زن اغواگر برای جایزه او را به مأمورها تحویل داده بودند. وقتی که اورت و دلمار او را از زندان آزاد می‌کنند، پیت می‌گوید محل گنج را لو داده. اورت اقرار می‌کند که هیچ گنجی در کار نبوده، او تنها می‌خواسته به این بهانه دو زندانی را که همراه او به زنجیر بسته شده بودند را راضی کند تا با او همراه شوند و او بتواند به نزد همسر و دخترهایش برگردد. پیت با شنیدن این حرف از کوره در می‌رود، به خصوص بخاطر این که تنها دو هفته تا پایان محکومیتش در زندان فاصله داشته، اما حالا با فرار از زندان ۵۰ سال به محکومیتش افزوده شده.
همچنان که اورت با پیت عصبانی دست به یقه شده، آن‌ها ناگهان متوجه حضور دسته‌ای از کوکلاکس کلانها در اطرافشان می‌شوند که تامی را گرفته‌اند و قصد دارند او را اعدام کنند. سه نفر، تغییر لباس می‌دهند و وارد جماعت کوکلاکس‌ها می‌شوند تا تامی را نجات دهند، بیگ دن که یکی از کلانس من‌ها است آن‌ها را شناسایی می‌کند، هرج و مرج به پا می‌شود و در این میان معلوم می‌شود جادوگر گروه، همان هومر استاکز است. سه نفر با پاره کردن بندهای صلیب آتشین و واژگون کردن آن برسر گروهی از کلانس من‌ها (ازجمله بیگ دن)، صحنه را به هم می‌ریزند و فرار می‌کنند.
پیت، دلمار و تامی توسط اورت متقاعد می‌شوند که به او در بازگشتن نزد همسرش کمک کنند. آن‌ها با تغییر قیافه دادن به شکل نوازنده‌های پیر وارد مراسمی می‌شوند که برای نمایندگان انتخابات ترتیب داده شده. اورت سعی می‌کند از این راه با همسرش پنی صحبت کند و حسن نیتش را ثابت کند، اما پنی به او جواب رد می‌دهد. هنگام اجرای یک تصنیف بالبداهه، حضار متوجه می‌شوند آن‌ها همان گروه مشهور ساگی باتم بویز هستند و با شور و شوق فراوان آن‌ها را تشویق می‌کنند. استاکز که متوجه می‌شود این افراد همان‌هایی هستند که مراسم کوکلاکس کلان‌ها را بهم ریختند سعی می‌کند جلوی اجرای موسیقی شان را بگیرد، اما این کار جمعیت را خشمگین می‌کند و او را با تحقیر از محل بیرون می‌اندازند، به این ترتیب استاکز محبوبیت خود را از دست می‌دهد و رقیب او پاپی اُ دانیل، با استفاده از این فرصت از ساگی باتم بویز حمایت و تمام محکومیت‌هایشان را عفو می‌کند، و صحبت‌های او به‌طور زنده از رادیو همه جا پخش می‌شود. بعد از این ماجرا پنی قبول می‌کند که باز با اورت باشد، اما به شرط این که اورت حلقه ازدواج اصلی شان را پیدا کند.
گروه تصمیم می‌گیرند برای به دست آوردن حلقهٔ ازدواج اورت راهی شوند. حلقه، در خانه سابق اورت و در همان دره‌ای قرار دارد که او ابتدا ادعا می‌کرد گنج را آنجا پنهان کرده. وقتی به دره می‌رسند، پلیس که از قبل به انتظارشان بود آن‌ها را دستگیر می‌کند و ترتیبی می‌دهد تا همان‌جا دار زده شوند. اورت اعتراض می‌کند که آن‌ها عفو شده‌اند و در رادیو هم این مطلب منتشر شده، اما رئیس پلیس می‌گوید قانون تنها یک عرف انسانی است و به علاوه آن‌ها رادیو ندارند. وقتی افراد به کلی ناامید می‌شوند و طناب‌های دار و گودال‌های قبرشان را می‌بینند اورت شروع می‌کند به دعا کردن، و ناگهان موج عظیمی از آب ظاهر می‌شود و دره را در خود غرق می‌کند و آن‌ها نجات پیدا می‌کنند. تامی حلقه را در کشوی میزی که روی آن شناور است پیدا می‌کند. اما به‌هرحال زمانی که اورت آن را به همسرش عرضه می‌کند پنی می‌گوید این حلقه او نیست، و از او می‌خواهد برود و حلقه اصلی را بیاورد. وقتی اورت دارد اعتراض می‌کند که جستجوی حلقه در ته دریاچه فایده‌ای ندارد، یکبار دیگر سر و کله پیرمرد نابینای پیشگو سوار بر چهارچرخه‌اش بر خط آهن پیدا می‌شود و فیلم به پایان می‌رسد.

## جایزه‌ها
- نامزد اسکار بهترین فیلم‌نامه اقتباسی، سال ۲۰۰۱ میلادی
- نامزد اسکار بهترین فیلمبرداری، سال ۲۰۰۱ میلادی
- جایزه بهترین بازیگر فیلم‌های کمدی یا موزیکال، برای جورج کلونی، گلدن گلوب ۲۰۰۱
- جایزه بهترین آلبوم موسیقی فیلم، جایزه گرمی ۲۰۰۲
- نامزد دریافت نخل طلایی در جشنواره کن سال ۲۰۰۰[۳]